# Barkeryds kyrka

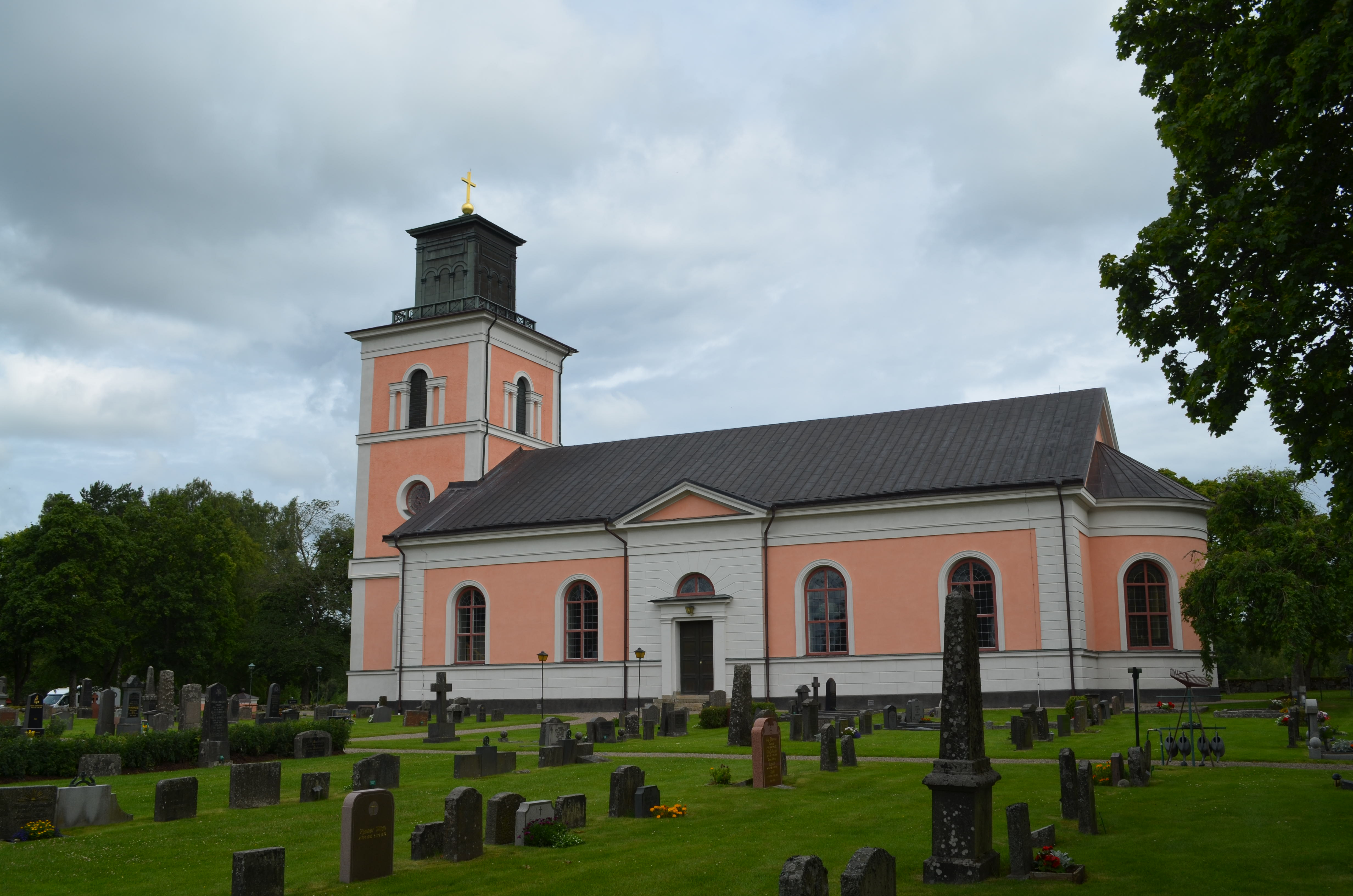
Barkeryds kyrka

Barkeryds kyrka är en kyrkobyggnad i Nässjö kommun. Den är församlingskyrka i Barkeryd-Forserums församling, Växjö stift.

## Kyrkobyggnaden
Det finns en teckning som ger oss en uppfattning om hur den gamla kyrkan såg ut. Det var en stenkyrka med medeltida anor som ombyggts och tillbyggts med korsarmar av trä under 1700-talet och försetts med en tornbyggnad med hjälmformad huv krönt med en kyrktupp. Trots försök att göra kyrkan så rymlig som möjligt genom tillbyggnad visade sig detta inte vara tillräckligt i längden.
1827 fattade socknen beslut att bygga en helt ny kyrka. Ritningar utarbetades av Per Axel Nyström och godkändes av Överintendentsämbetet. Det dröjde dock med igångsättandet av byggnadsarbetet. Efter 13 år inkom man till Överintendentsämbetet med en begäran att få bygga efter ett annat förslag än Nyströms, nämligen efter ritningar av byggmästare Jonas Jonsson, Stockholm.
1844 påbörjades uppförandet av den nya kyrkan under ledning av byggmästare Jonsson. 1846 var kyrkan färdig och den 20 december samma år hölls den första gudstjänsten. 1847 revs den gamla kyrkan som var belägen strax söder om den nya.
Kyrkobyggnaden som är uppförd i sten i nyklassicistisk stil består av ett rektangulärt långhus med ett halvrunt kor i öster. Sakristian är belägen mitt på långhusets norra sidan. Tornet i väster har ljudöppningar som omges av bågar och pilastrar. Förslag hade funnits om uppförande av en gotisk spira, istället försågs tornet med en sluten lanternin krönt med en korsglob. 
Interiören som är av salkyrkotyp präglas av ljus och rymd. Korbågen med pilastrar är försedd med gyllene text :Ära vare Gud i höjden. I koret finns en glasmålning från 1907 med motivet: Kristi uppståndelse. Över kyrkorummet välver sig ett tunnvalvstak.

## Inventarier
- Dopfunt daterad till mitten av 1100-talet.
- Förgyllt altarkors med svepeduk.
- Predikstol från 1846 med ljudtak som är en gåva från kyrkans byggmästare Jonas Jonsson. Den fyrkantiga korgen är prydd med förgyllda symboler.
- Sluten bänkinredning från kyrkans byggnadstid.
- Orgelläktare med utsvängt mittstycke.

## Orglar
- 1755/1756 byggde Jonas Wistenius, Linköping, en orgel med 8 stämmor.[4]

| Manual        |
| Gedackt 8'    |
| Principal 4'  |
| Flöjt 4'      |
| Oktava 2'     |
| Kvinta 1 1/2' |
| Spetsflöjt 2' |
| Scharf II     |
| Trumpet 8'    |

- Orgel byggd 1873 av Erik Nordström, Eksjö. Ombyggd 1951 av Åkerman & Lund, Sundbyberg. Orgeln utökades och pneumatiserades. Svällverkets våderlådan byttes ut 1951. Väderlådan har 1988 efter att ha varit i privat ägo satts upp på Bjärka Säby slottskapell. 1973 renoverades orgeln av J. Künkels Orgelverkstad. Orgeln är mekanisk.

| Huvudverk I   | Svällverk II      | Pedal         | Koppel |
| Borduna 16’   | Flöjt amabile 8'  | Subbas 16’    | I/P    |
| Principal 8’  | Rörflöjt 8'       | Oktavbas 8’   | II/P   |
| Gedackt 8’    | Fugara 8'         | Gedacktbas 8' | II/I   |
| Kvintadena 8’ | Principal 4'      | Nachthorn 4'  |        |
| Oktava 4'     | Flöjt 4'          | Basun 16'     |        |
| Flöjt 4’      | Svegel 2'         | Corno 8'      |        |
| Kvinta 2 2/3' | Kvinta 1 1/3      |               |        |
| Oktava 2'     | Scharf 3 chor     |               |        |
| Mixtur 4 chor | Oboe 8'           |               |        |
| Trumpet 8'    | Tremulant         |               |        |
|               | Crescendosvällare |               |        |

- Kororgel införskaffad 1980 och är byggd 1979 av J. Künkels Orgelverkstad. Orgeln är mekanisk.

| Manual       |
| Gedackt 8'   |
| Rörflöjt 4'  |
| Principal 2' |
| Oktava 1'    |